# تارا فون نيودورف
تارا هو فنان روماني، ولد في 1974.